# Roger Deakins
Roger Alexander Deakins, CBE, ASC, BSC (Torquay, 24 mei 1949) is een Engelse cameraman (director of photography) en is vooral bekend omwille van zijn samenwerkingen met Joel en Ethan Coen. In 2018 en 2020 won hij de Oscar voor beste camerawerk voor respectievelijk Blade Runner 2049 en 1917.

## Beginjaren
Roger Deakins hield zich al op jonge leeftijd bezig met zijn grootste interesse: schilderen. Al gauw sloot hij zich aan bij de Bath School of Art and Design, waar hij grafisch ontwerp studeerde. Maar daar ontdekte Deakins dat hij enorm getalenteerd was in fotografie. Hij besloot over te stappen naar de National Film and Television School in Engeland.

## Begin carrière
Na zijn studies ging Deakins aan de slag als cameraman. Gedurende zeven jaar was hij assistent bij verscheidene documentaires. Tijdens een van zijn eerste opdrachten, trok hij 9 maanden de wereld rond in een jachtschip. Tijdens de reis filmde hij de verhoudingen en spanningen tussen de verschillende mensen aan boord van de jacht. De documentaire werd een succes en al gauw bood de televisiewereld hem heel wat werk aan.
Zo belandde Deakins in Afrika, waar hij in dienst van televisie een documentaire maakte rond Zimbabwe en de genocide die daar plaatsvond tijdens de burgeroorlog. Na nog enkele opdrachten in Afrika begon hij ook mee te werken aan enkele muziekvideo's. Zo filmde hij de videoclip van zanger Carl Perkins en de concertfilm Van Morrison in Ireland.

## Vervolg carrière
Deakins kwam uiteindelijk in de filmwereld terecht. In 1984 verfilmde hij het bekende boek 1984 van schrijver George Orwell. In 1990 filmde hij Mountains of the Moon, een film van Bob Rafelson. Een jaar later werkte hij voor de eerste maal samen met Joel en Ethan Coen. Hij stond toen achter de camera voor hun film Barton Fink. Drie jaar later werkte het drietal samen aan The Hudsucker Proxy.
Zijn eerste grote succes kwam er in 1994, voor het in beeld brengen van de film The Shawshank Redemption. Het leverde Deakins zijn eerste Oscar-nominatie op. De carrière als cinematograaf was volledig gelanceerd en er volgde al gauw heel wat grote filmtitels op Deakins' palmares. De opmerkelijkste zijn Fargo van de broers Coen, Kundun van Martin Scorsese en The Hurricane van Norman Jewison.
In 2008 ontving hij zijn zesde en zevende Oscar-nominatie, voor de films The Assassination of Jesse James by the Coward Robert Ford en No Country for Old Men.
Later werkte Deakins samen met cinematograaf Chris Menges aan de film The Reader van regisseur Stephen Daldry. De film won een Oscar en Deakins en Menges werden beiden genomineerd voor een Academy Award. In hetzelfde jaar werkte Deakins ook samen met Sam Mendes aan Revolutionary Road en met John Patrick Shanley aan Doubt. In 2018 won hij met Blade Runner 2049 zijn eerste Oscar. Twee jaar later won hij de prijs opnieuw voor de oorlogsfilm 1917.

## Prijzen en nominaties

### Academy Awards
Gewonnen
- 2018 - Blade Runner 2049
- 2020 - 1917

Genomineerd
- 1995 - The Shawshank Redemption
- 1997 - Fargo
- 1998 - Kundun
- 2001 - O Brother, Where Art Thou?
- 2002 - The Man Who Wasn't There
- 2008 - The Assassination of Jesse James by the Coward Robert Ford
- 2008 - No Country for Old Men
- 2009 - The Reader
- 2011 - True Grit
- 2013 - Skyfall
- 2014 - Prisoners
- 2015 - Unbroken
- 2016 - Sicario

## Filmografie
| - Mountains of the Moon (1990) - Air America (1990) - The Long Walk Home (1990) - Homicide (1991) - Barton Fink (1991) - Thunderheart (1992) - Passion Fish (1992) - The Secret Garden (1993) - The Hudsucker Proxy (1994) - The Shawshank Redemption (1994) - Dead Man Walking (1995) - Fargo (1996) - Courage Under Fire (1996) - Kundun (1997) - The Big Lebowski (1998) - The Siege (1998) - The Hurricane (1999) - Anywhere But Here (1999) - O Brother, Where Art Thou? (2000) - Thirteen Days (2000) - The Man Who Wasn't There (2001) - A Beautiful Mind (2001) - Levity (2003) - Intolerable Cruelty (2003) - House of Sand and Fog (2003) |  | - The Ladykillers (2004) - The Village (2004) - Jarhead (2005) - The Assassination of Jesse James by the Coward Robert Ford (2007) - No Country for Old Men (2007) - In the Valley of Elah (2007) - Revolutionary Road (2008) - Doubt (2008) - The Reader (2008) - A Serious Man (2009) - The Company Men (2010) - True Grit (2010) - In Time (2011) - Skyfall (2012) - Prisoners (2013) - Unbroken (2014) - Sicario (2015) - Hail, Caesar! (2016) - Blade Runner 2049 (2017) - The Goldfinch (2019) - 1917 (2019) |